# ماريا هولم
ماريا هولم (بالألمانية: Mia Holm)‏ هي مؤلفة وكاتِبة وشاعرة ألمانية ولاتيفية، ولدت في 26 سبتمبر 1845 في ريغا في لاتفيا، وتوفيت في 14 يوليو 1912 في بوتسدام في ألمانيا.

## وصلات خارجية
- ماريا هولم على موقع ميوزك برينز (الإنجليزية)